# ショアー財団
ショアー財団 (Shoah Foundation) は第二次世界大戦時のショアー (ホロコースト) の記憶の継承をかかげる組織の総称である。現在、国際的に活動する団体が主に2つある。

## 南カリフォルニア大学財団映像歴史教育研究所

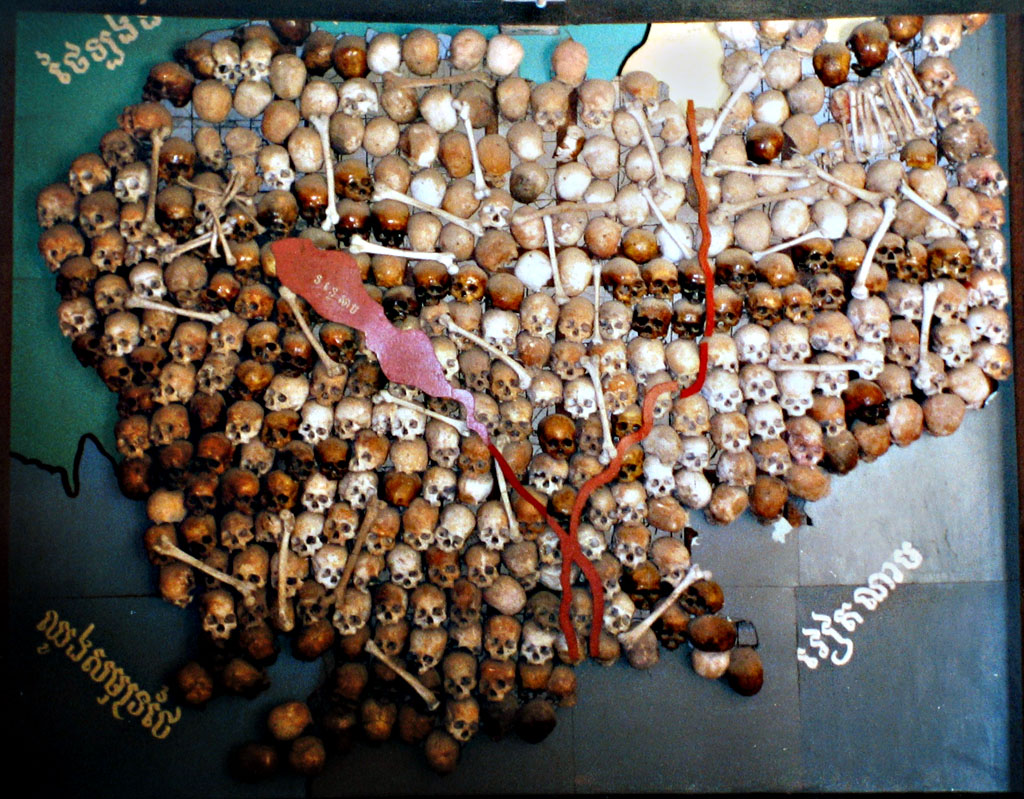
カンボジアでは150万から300万の人々が殺されたという。

1994年に創設者のスティーヴン・スピルバーグは非営利団体の南カリフォルニア大学財団映像歴史教育研究所（USC Shoah Foundation Institute for Visual History Education) を設置した。当初の組織名はショアー生存者映像歴史財団であり、ホロコーストの生存者や目撃者の証言を映像で記録することが趣旨であった。1994年から1999年にわたり56カ国32言語の対象者におよそ5万2,000件の面談を行い映像に記録した実績がある。
インタビューの対象はユダヤ人の生存者に加え、「エホバの証人」事件の生存者、同性愛者、解放者と解放の目撃者、政治囚、救難者と支援活動の従事者、迫害を生き延びたロマやシンティ・ロマ人、優生学主義の被害者、 戦争犯罪の裁判に参加した人々と多岐にわたる。2005年10月20日にはこのショアー生存者映像歴史財団 (当時) とスピルバーグが評議員を務めた南カリフォルニア大学 (USC) の間で契約が結ばれ、純資産ならびに管理権をすべて財団理事会権限から大学へ委託する代わりに、映像アーカイブの永続的継続と保存、財団の使命の受け入れが約された。 以来、USCショアー財団の映像歴史アーカイブは記録の対象をその他の大量殺戮に広げて拡充を続け、ルワンダのツチ族大量虐殺、アルメニア人虐殺、カンボジア大量殺戮とグアテマラ、南京大虐殺に加え、現在、ミャンマーで進行中のロヒンギャに対する暴力を含めている。
財団には、後にベストセラー小説を発表するジェナ・ブラム (英語版) が職員として在籍した。

## ショアー記憶財団
ショアー記憶財団 (Fondation pour la Mémoire de la Shoah) は第二次世界大戦下のユダヤ系フランス人の没収資産をもとに2000年に設立された。この財団の使命とはホロコーストに関連するあらゆる分野の歴史と研究の支援であり、教育、送信、記憶、連帯とユダヤ文化のプロジェクトを取り上げてきた。国外ではしばしばその名誉会長 (Présidente d'honneur) であるシモーネ・ヴェールが代表として発言している。ヴェールは直接選挙で選出された欧州議会議長で、自身がアウシュヴィッツ＝ビルケナウ強制収容所生存者のひとりである。

## DNAショアー・プロジェクト
DNAショアー・プロジェクトが開始した遺伝子データベースでは、ホロコーストの犠牲となった人たちとその家族 – 祖父母や両親とその兄弟やいとこ – を結ぼうとしている。このプロジェクトでは少なくとも1万件のDNA検体を回収することを目指し、アメリカ全土でホロコースト生存者のDNA採取を進めているが、2009年4月現在で集め得た検体は1000件台に留まっていた。プロジェクトが目指す生存者の家族の再会には、ヨーロッパ全土の匿名の墓に眠る故人の特定へと結び付ける意図もある。すでに900万人が亡くなり、係累のある人々が移り住んだ結果、世界各地に散らばったことから、DNA照合プロジェクトとしては非常に高い壁を越えなければならない。そこで家庭で検体を採取できるDNA採取キットの配布も行ってきた。
DNAショアー・プロジェクトとの関わりで、アリゾナ大学の遺伝学中心（UAGC）はナショナルジオグラフィック社が進めたゲノムプロジェクトに賛同し、同社及びIBMと提携して2005年から5年間で20万検体のDNA解析を行う計画に参加、アメリカで人種の枠を越えDNA利用による先祖探しのブームに先鞭をつけた。人類がアフリカから旅立って世界へ移住したというナショナルジオグラフィック「人類の旅」プロジェクト（2003年にアメリカでテレビ放映）以来、自分のルーツを科学的に解明したいと考える人が爆発的に増えた結果、2000年から2012年にわたり、少なくとも65万7000人のDNAを解析している。
また研究室のDNA解析研究は、単一の学術賞として最も競争が激しいことで知られるアメリカ国立衛生研究所助成金 (en) 受給を史上初めてアリゾナ州にもたらした。これは「オールオブアス」（国民皆保険）調査イニシアチブの一環として、アリゾナ大学を（コロンビア大学、ノースウェスタン大学、ピッツバーグ大学の世界的に有名な各医療センターとともに）初代の4大コホートに選出したのであり、また大学にとっては4,300万アメリカドルを上回る資金調達に結びついている。

## 参考資料
発行日順
- “免税団体証明書 (書式990)” (pdf).   IRS アメリカ合衆国内国歳入庁 (2005年11月20日). 2018年12月3日閲覧。
- Durbach, Elaine (2007年11月10日). “著者のルーツは伏説。”.   New Jersey Jewish News. 2014年2月閲覧。
- Giglio, Mike (2009年4月20日). “DNAでヒューストンその他に暮らすホロコースト生存者を探す可能性 (DNA May Track Down Holocaust Survivors In Houston And Elsewhere)” (英語).  Houseton Press. 2016年8月16日時点のオリジナルよりアーカイブ。2018年12月3日閲覧。
- Research, Discovery & Innovation (2017年6月18日). “アリゾナ大学研究所がDNA検査による先祖探しブームの火付け役になった理由 (How a UA Lab Jumpstarted a National Phenomenon in Home DNA Ancestry Testing)” (英語).  Arizona Board of Regents. 2018年12月10日時点のオリジナルよりアーカイブ。2018年12月10日閲覧。
- UA Health Sciences (2018年5月3日). “アリゾナ大学およびバナーはアリゾナ史上最高のNIH賞を受賞” (英語). 2018年12月10日時点のオリジナルよりアーカイブ。2018年12月10日閲覧。
- “ショアー記憶財団公式サイト”. 2018年12月2日閲覧。

## 関連資料
機関誌
- Survivors of the Shoah Visual History Foundation; USC Shoah Foundation Institute for Visual History and Education. PastForward: the newsletter of the Survivors of the Shoah Visual History Foundation. OCLC 1058896659

書籍
- Ofer, Dalia; Weitzman, Lenore J (1998). Women in the Holocaust. Yale University Press. ISBN 0300073542. NCID BA35918845
- Signer, Michael Alan (2000). Humanity at the limit : the impact of the Holocaust experience on Jews and Christians. Indiana University Press. ISBN 0253337399. NCID BA54910895
- Frymer-Kensky, Tikva Simone (2000). Christianity in Jewish terms. Westview Press. ISBN 0813337801. NCID BA53362863

- Davies, Martin L; Szejnmann, Claus-Christian W (2007). How the Holocaust looks now : international perspectives. Palgrave Macmillian. ISBN 9780230001473. NCID BA83674865
- Stauffer, Jill; Bergo, Bettina (2009). Nietzsche and Lévinas : "after the death of a certain God". Insurrections : critical studies in religion, politics, and culture. Columbia University Press. ISBN 9780231144056. NCID BB01352809

- Angrick, Andrej; Klein, Peter; Brandon, Ray (2009). The "final solution" in Riga : exploitation and annihilation, 1941-1944. War and genocide. 14. Omer Bartov (general editor). Berghahn Books. ISBN 9781845456085. NCID BB17965341
- Plato, Alexander von; Leh, Almut; Thonfeld, Christoph (2010). Hitler's slaves : life stories of forced labourers in Nazi-occupied Europe. Berghahn Books. ISBN 9781845456986. NCID BB15279172
- Grob, Leonard; Roth, John K (2012). Encountering the stranger : a Jewish-Christian-Muslim trialogue. The Stephen S. Weinstein series in post-Holocaust studies (Samuel and Althea Stroum book). University of Washington Press. ISBN 9780295992020. NCID BB18913376
- Dieckhoff, Alain; Shread, Carolyn P. T (2013). Routledge handbook of modern Israel. Routledge handbooks. Routledge. ISBN 9780415573924. NCID BB12224618
- Brodd, Jeffrey; Little, Layne; Nystrom, Brandley; Platzner, Robert; Shek, Richard; Stiles, Erin (2013). Invitation to world religions. オックスフォード大学出版会. ISBN 9780199738434. NCID BB09995700
- Spielberg, Stephen; Smith, Stephen D. (2014). Testimony the legacy of Schindler's List and the USC Shoah Foundation (「シンドラーのリスト」の遺産と南カリフォルニア大学ショアー財団の検証). New York: Newmarket. ISBN 9780062285188. OCLC 951416715
- Anti-defamation League; USC Shoah Foundation Institute for Visual History and Education; Yad ṿa-shem, rashut ha-zikaron la-Shoʼah ṿela-gevurah (2014). Echoes and reflections: teacher's resource guide. ISBN 9781936542000. OCLC 1053493794
- Kochenov, Dimitry; De Búrca, Gráinne; Williams, Andrew (2015). Europe's justice deficit?. Hart Publishing. ISBN 9781849465274. NCID BB18238342 - [人命を救うものは…世界を救う (whoever saves one life ... saves the world)]。
- Bougarel, Xavier; Branche, Raphaëlle; Drieu, Cloé (2017). Combatants of Muslim origin in European armies in the twentieth century : far from jihad. Bloomsbury Academic. ISBN 9781474249423. NCID BB25537944
- Shandler, Jeffrey (2017). Holocaust memory in the digital age : survivors' stories and new media practices. Stanford studies in Jewish history and culture. スタンフォード大学出版会. ISBN 9781503601956. NCID BB25087746